# بن بوفا
بن بوفا (بالإنجليزية: Ben Bova)‏ (8 نوفمبر 1932، فيلادلفيا في الولايات المتحدة)؛ كاتِب، سيناريست، صحفي وروائي أمريكي.

## روابط خارجية
- بن بوفا على موقع IMDb (الإنجليزية)
- بن بوفا على موقع ميوزك برينز (الإنجليزية)
- بن بوفا على موقع إن إن دي بي (الإنجليزية)
- بن بوفا على موقع ديسكوغز (الإنجليزية)
- بن بوفا على موقع قاعدة بيانات الفيلم (الإنجليزية)